# Liste des îles d'Irlande
Voici une liste des îles liées à l'île d'Irlande.

## Mer d'Irlande
- Copeland Islands
- Rockabill
- Saint Patrick's Island
- Colt Island
- Shenick Island
- Île Lambay
- Ireland's Eye
- Bull Island
- Dalkey Island
- Tuskar Rock

## Mer Celtique
- Saltee Islands
- Great Island
- Fota Island
- Spike Island
- Sherkin Island
- Oileán Chléire
- Fastnet Rock
- Horse Island

## Côte Sud
| - Île de Bere - Garinish Island - Dursey Island - Bull Rock - Scariff Island - Deenish Island | - Îles Skellig - Skellig Michael - Little Skellig - Puffin Island - Valentia | - Îles Blasket - Great Blasket Island - Beiginis - Inis na Bró - Inis Mhic Aoibhleáin - Inis Tuaisceart - An Tiaracht | - Magharee Islands - Eyeries Island |

## Côte Ouest
Comté de Galway:
| - Îles d'Aran - Inis Oírr - Inis Meáin - Inis Mór | - Ardoileán - Aughinish - Omey Island - Inishark - Inishbofin - Inishturk - Clare Island - Île de Caher | - Les îles de Clew Bay - Collanmore Island | - Île d'Achill - Achillbeg - Inis Bigil - Inis Gé Theas - Inis Gé Thuaidh - Stags of Broadhaven - Pig Island - Illanmaster |

## Côte Nord-Ouest
- Inishmurray,
- Rathlin O'Birne Island,
- Roaninish,
- Árainn Mhór,
- Île de Toraigh ,
- Inis Bó Finne ,
- Eagle Island

## Canal du Nord
- Inishtrahull
- Rathlin Island
- Canon Rock

## Source
- (en) Robert Devoy (dir.), Val Cummins (dir.), Barry Brunt (dir.), Darius Bartlett (dir.) et Sarah Kandrot (dir.), The Coastal Atlas of Ireland, Cork, Cork University Press, coll. « Atlas Series », 2021, 912 p. (ISBN 9781782054511).